# جمهوری گرانادای جدید
جمهوری گرانادای جدید (انگلیسی: Republic of New Granada) یک جمهوری مرکزگرا شامل کلمبیا و پانامای کنونی بوده‌است که با قسمت‌های کوچکی از نیکاراگوئه، کاستاریکا، اکوادور، ونزوئلا، پرو، و برزیل کنونی یک جمهوری را تشکیل می‌داد.
این کشور در سال ۱۸۳۰ پس از انحلال کلمبیای بزرگ ایجاد شد. در نوامبر سال ۱۸۳۱، این کشورها جمهوری گرانادای جدید را تشکیل دادند ولی تا این تاریخ این کشور هیچ پرچم و علامت ملی انتخاب نکرده بود. در ۹ مه ۱۸۳۴، پرچم ملی این کشور انتخاب شد و در ۲۶ نوامبر سال ۱۸۶۱ این پرچم به تصویب رسید.
قلمرو این جمهوری به چند منطقه تقسیم شد. هر منطقه یک یا چند استان داشت و هر استان به چند کانتون و هر کانتون به چندین محله تقسیم شده بود. به همین ترتیب، این جمهوری برخی مناطق در اطراف خود را نیز تحت پوشش داشت.